# Jack Butler (Musiker)
Jack „Jacques“ Butler (* 29. April 1909; † 2003) war ein US-amerikanischer Jazztrompeter und Sänger.

## Leben
Butler wuchs in Washington, D.C. auf, bevor er Ende der 1920er Jahre nach New York City zog. Dort spielte er mit Cliff Jackson und Horace Henderson; Aufnahmen entstanden 1936 für Bluebird Records mit Willie Bryant (Moonrise in the Lowlands). Danach zog er nach Europa, wo er meist mit Willie Lewis (1936–1939) arbeitete. Zu Beginn des Zweiten Weltkriegs hielt er sich in Norwegen auf. Nach seiner Rückkehr nach New York 1940 leitete er seine eigene Band und spielte u. a. mit Mezz Mezzrow und Art Hodes. 1946 nahm er unter eigenem Namen für Aladdin mit Mercer Ellington auf (She’s Got the Blues for Sale). 1948 arbeitete er in Toronto, 1950 wechselte er erneut nach Europa und hatte mit eigenem Ensemble ein langjähriges Engagement im Pariser Nachtclub La Cigale. 1961 trat er in dem Musikfilm Paris Blues auf. Viele Jahre gehörte der Saxophonist Benny Waters zu seiner Band im La Cigale, bis er sie 1967 übernahm. Daneben arbeitete Butler erneut mit Mezz Mezzrow. 1968 kehrte er nach New York zurück und trat dort weiterhin auf.

## Diskografische Hinweise
- Swing De Paris (1922–1951)

## Lexikalischer Eintrag
- Richard Cook, Brian Morton: The Penguin Guide to Jazz on CD, LP and Cassette. 2. Auflage. Penguin, London 1994, ISBN 0-14-017949-6.